# Sándor Baka
Sandor Baka (ur. 2 listopada 1994 w Segedynie) – węgierski wioślarz.

## Osiągnięcia
- Mistrzostwa Świata – Linz 2008 – dwójka ze sternikiem – 7  miejsce[1].